# Fête des jeunes
 (décembre 2014).
Si vous disposez d'ouvrages ou d'articles de référence ou si vous connaissez des sites web de qualité traitant du thème abordé ici, merci de compléter l'article en donnant les références utiles à sa vérifiabilité et en les liant à la section « Notes et références ».

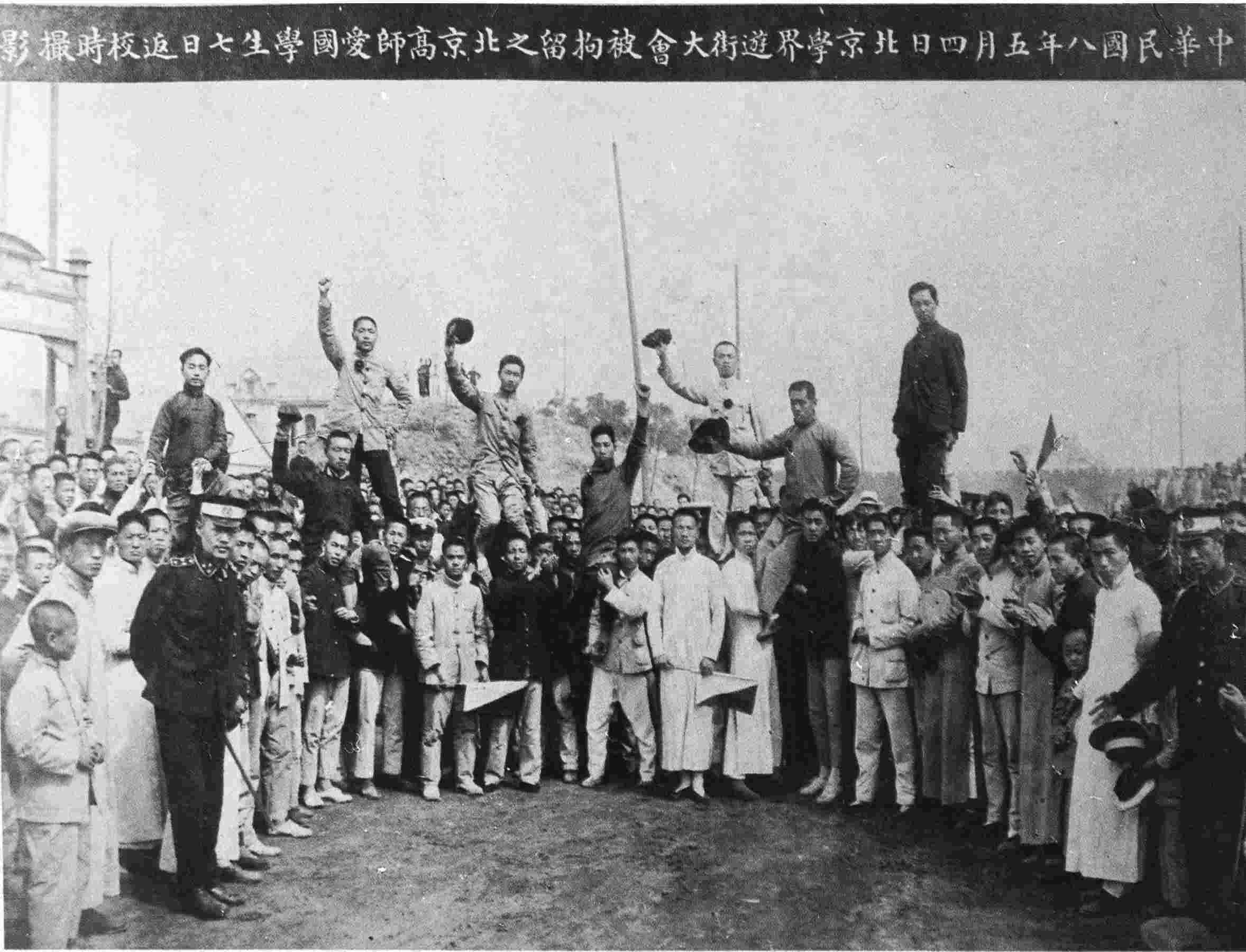
Étudiants de l'Université normale de Pékin, après avoir été détenus par le gouvernement pendant le mouvement du 4 mai.

La fête des jeunes est une fête commémorant le mouvement du 4 mai 1919, qui marque le commencement de la Nouvelle révolution démocratique en Chine. Ce jour-là, les jeunes de 14 à 28 ans peuvent bénéficier d'une demi-journée de congé.
C'est la fédération de jeunesse de la région frontalière de Shan-Gan-Ning (en chinois : 陕甘宁) qui a décrété en 1939 ce jour fête des jeunes. Le gouvernement chinois l'a officialisée en 1949.
À Taïwan, en 1943, la fête des jeunes avait lieu le 29 mars de chaque année, pour commémorer le deuxième soulèvement de Guangzhou.